# Treehouse of Horror XXXIII
«Treehouse of Horror XXXIII» (укр. «Будиночок жахів на дереві XXXIII») — шоста серія тридцять четвертого сезону мультсеріалу «Сімпсони», прем'єра якої відбулась 30 жовтня 2022 року у США на телеканалі «Fox».

## Сюжет

### «The Pookadook» (укр.«Пукадук»)
Мардж збирається прочитати казку на ніч Меґґі. У пошуках книжки для читання їй постійно з'являється книга «Пукадук», хоча Мардж не знає, звідки вона взялася. Мардж вирішує прочитати книгу. Однак, вона виявляється надто страшною, тож Мардж перестає її читати й повертає назад на полицю.
Пізніше тієї ночі Меґґі будить Мардж своїм криком. Мати забігає до кімнати та виявляє, що малеча боїться книги «Пукадук», яка якимось чином потрапила до її ліжечка. Мардж з Меґґі рве і викидає книгу. Наступного ранку лунає грюкіт у двері. Мардж відчиняє двері і знаходить на порозі «Пукадука», поклеєного. Мардж кидає книгу у барбекю і спалює її. З вогню вилітає сторінка, з якої Мардж дізнається, що книга хотіла, щоб Мардж спалила її. Коли Мардж намагається дістати книгу, вона вдихає дим від попелу і Пукадук захоплює Мардж.
Демон вирішує вбити Меґґі, але решта родини стає на заваді, тож Мардж відправляє решту Сімпсонів ночувати в акваріумі. Пукадук намагається вбити Меггі, але дівчинка тікає і ховається в підвалі. За допомогою речей для дітей та іграшок Меґґі ловить Пукадука.
Пукадук прокидається і виявляє, що зв'язаний. Меґґі намагається повернути Мардж. Донечка показує подарунки Мардж, сімейні альбоми, але Пукадуку байдуже, бо Мардж від них насправді не була щаслива. Згодом Пукадук виривається, Меґґі втікає, але від безвиході падає в обійми Пукадука. Коли малеча торкається щоки Мардж, мати нарешті викашлює Пукадука, а його дух збирає пилососом. Коли Мардж і Меггі миряться, Гомер і діти повертаються додому після того, як діти захворіли.

### «Death Tome» (укр.«Том смерті»)
Ліса бачить жахливі речі у місті. Під її ноги з неба падає «Том смерті». Ліса бере книгу і починає читати її правила, які говорять, що книгу можна використовувати для вбивства людей. Ліса думає, що це просто жарт, але все одно кладе книгу в сумку. Повернувшись додому, Мардж дивиться новини по телевізору, де повідомляють про Гадюку, який взяв у заручники Інтернет-зірку кота Тофу. Ліса вирішує спробувати книгою убити Гадюку серцевим нападом. Як не дивно, це спрацювало.
Коли дівчинка піднімається до кімнати, її зустрічає Стів Джонсон, Сініґамі, якого бачить лише Ліса. Стів каже дівчинці, що тепер, після того, як вона використала книгу, книга її.
Коли Ліса знову спускається вниз, містер Бернс розповідає родині, що планує затопити більшу частину світу своєю компанією «Globo-Warm». Щоб врятувати світ Ліса вирішує вбити Бернса знову ж книгою. Коли Стів Джонсон зазначає, що «Globo-Warm» також має величезну раду відданих працівників, Ліса береться за роботу, вбиваючи їх усіх.
Незабаром новини повідомляють про убивства й анонімний інформатор, відомий як L, каже, що для вбивств, ймовірно, хтось використовував надприродну книгу. Ліса впадає в лють і вирішує вбити L. Вона з'ясовує, що L — або ж «El Barto» — це її брат Барт, і стикається з ним. Коли Ліса починає записувати ім'я Барта до книги, Барта це шокує. Ліса розуміє, що книга зіпсувала її, і убиває Стіва Джонсона. Коли Ліса святкує свою нову свободу, вона перетворюється на наступного Сініґамі…

### «SimpsonsWorld» (укр.«Світ Сімпсонів»)
Коли Гомер стає кондуктором монорейки, несподівано у сцені з'являються двоє молодиків. Один з них вливає пиво в горло Гомера, через що він починає працювати несправно та вдаряється головою. Виявляється, що це робот з парку розваг, і Гомер тепер застряг на своїх коронних фразах з серіалу.
Несправного робота Гомера вивозять на ремонт. Однак, він прокидається і опиняється в незнайомій лабораторії. Гомер знаходить планшет, за допомогою якого співробітники змінюють штучний інтелект роботів, і максимально підвищує свою самосвідомість. Працівники парку кажуть Гомеру, що збираються його розібрати і він не може навмисно їм зашкодити. Однак, Гомер випадково перекидує стіл з інструментами і вбиває працівників. Потім Гомер тікає шукати свою родину.
Гомер пробуджує всіх роботів Сімпсонів і вони покидають заклад. Коли вони гуляють Спрінґфілдом, пара відвідувачів парку каже Гомеру зробити мем з живоплодом. Гомер робить це неохоче, але потім Барт вимикає захід Гомера щодо збереження людей. В результаті, Гомер штовхає відвідувачів в живопліт, що вбиває їх. У парку спрацьовує сигнал тривоги, і багато роботів Ральфів Віґґамів намагаються зупинити втікачів Сімпсонів. Вони потрапляють в оточення, але Мардж з'являється в «Canyonero» та рятує їх. В результаті Сімпсони втікають з парку.
У «Бургерах Боба», коли Сімпсони обговорюють свої плани на майбутнє, їх обслуговує Лінда Белчер. Камера віддаляється й показує, що вони у «Країні Бургерів Боба», оскільки є безліч інших тематичних парків на основі мультсеріалів.

### Епілог
Канг і Кодос закінчує серію, переглядаючи книгу «Treehouse of Horror XXXIII», в якій написано весь сюжет епізоду. Коли Кодос перегортає сторінку, інопланетяни бачать, що в епілозі передбачено, як вони двоє читають книгу. Кодос каже: «Якого біса?! Це ми! Це надто дивно!» і закриває книгу. Коли заголовок змінюється цією фразою, Канг і Кодос втікають з криками.

## Виробництво
У сегменті-обрамленні Канг і Кодос читають справжню книжку з живими рухами. Сценаристка і співшоураннерка серії Керолін Омайн сказала, що для переміщення книги та щупалець інопланетян кадр за кадром була використана технологія захоплення руху. До створення сцен долучилася студія «The Chiodo Brothers» й аніматори «Сімпсонів» Майк Андерсон і Том Кляйн.
За словами Омайн, «це щупальце — маленький шматок пінопласту, який вони [аніматори] щойно зігнули. Я прописала весь текст [книги], тож для людей є додаткова історія, якщо ви повернетеся назад, зафіксуєте кадр і прочитаєте те, що в книзі».
Другий сегмент виконано у стилі аніме студією «DR Movie» і є пародією на аніме «Зошит смерті». В інтерв'ю виданню «United Press International» Омайн сказала, що хотіла включити японську анімацію, оскільки вона — наполовину японка і виросла на аніме. Аніматори «Сімпсонів» внесли деякі зміни зі звичайної анімації серіалу в стиль японського аніме. Наприклад, у сегменті персонажі кліпають набагато частіше.
Для образу Гомера Сімпсона додали «тінь на 5 годин» і волосся з голови Акіри Такаоки з манги «Клас убивств». Диктор новин Кент Брокман взяв виточені риси обличчя шефа «Зошита смерті» Соічіро Ягамі. Містер Бернс об'єднав у собі образи Ватарі і Роджера Руві із «Зошита смерті».
|                  | Ми запропонували історію як група. Тоді ми відправили блискучого Раяна Коха написати чернетку [сценарію]. Раян повернувся з дуже смішним сценарієм. [Реклама на вантажівці] «Котлета в клітці – дуже мила телятина» (англ. «The Caged Cutlet – Extra Cute Veal») і [репліка] «Людство знаходиться на відстані двадцяти коров'ячих пуків від повного вимирання…» — чисті слова Раяна Коха. |
| — Керолін Омайн, | |

|                  | У реалістичному стилі «Зошита смерті» сукня Ліси без бретелей з абажуром виглядала б скромною та жорсткою. Блейзер Лайта поверх червоної сукні з перлами став хорошим місцем зустрічі Ліси і Лайта. Щоб швидко передати це, маючи свої обмежені навички малювання, я намалювала [малюнок] на екрані. |
| — Керолін Омайн, | |

Ідею сегмента «SimpsonsWorld» вигадав Метт Селман багато років тому. Сегмент відкривається сценою із серії 4 сезону «Marge vs. the Monorail» (укр. «Мардж проти монорейки»), яку анімовано у стандартній чіткості 1993 року. Щоправда, сцена відбувається вдень, а не вночі, щоб відповідати історії сегмента.
Втеча Сімпсонів з парку розваг проходить повз роботизоване відтворення минулих епізодів мультсеріалу. Деякі звукові елементи у сегменті (наприклад, крик Мод Фландерс під час убивства) взято з авдіоархіву «Сімпсонів».
Сценаристка додала, що Метт Селман заохочував її продовжувати додавати більше відсилань до класичних серій «Сімпсонів»:
|  | Коли ми почали створювати розкадровку, Метт говорив «Більше». Ми придумували списки і списки і списки. Потім він все одно казав: «Ще». |

В одній зі сцен Гомер вибирає одного з багатьох роботів Ліси, кожен одягнений у різне вбрання, з одного з минулих епізодів Ліси Сімпсон.
|                  | [Аніматори] говорили: «О, насправді, нам потрібно більше Ліс» Тож тоді ти просто починаєш ламати собі голову. Скільки є інших Ліс? Їх можна впізнати? |
| — Керолін Омайн, | |

Сегмент є пародією на серіал «Край „Дикий Захід“» і, як у серіалі, Сімпсони також стикаються з екзистенційною кризою. Єдина відмінність між «Світом Сімпсонів» і «Краєм „Дикий Захід“» полягає в тому, що роботи Сімпсонів не є анатомічно правильними.
При виробництві завершення сегмента команда «Сімпсонів» зверталась до колег з «Бургерів Боба». Так, фони ресторанів взято з оригінальної бібліотеки «Бургерів Боба». За словами Омайн, вони також зверталися щодо ґеґу з «Бургером дня»: «Ми запитали, який шрифт ми використовуємо для „Бургера дня“. Вони сказали нам, що це завжди пишеться від руки, і тому вони запитали нас, що який наш гамбургер — і вони намалювали його для нас!»

## Культурні відсилання та цікаві факти
- Перший сегмент ― пародія на хоррор 2014 року «Бабадук»[1].
- У сегменті «Death Tome» чітко прописані всі правила книги, навіть ті, які Ліса не зачитує. Це пародія на «тарабарщину», яку часто використовують шоу при зображенні тексту книг[9][10].
- Інтернет-зірка кіт Тофу заснований на справжньому коті Мару[11].
- Імена співробітників «Globo Warm» безпосередньо взяті з японської бейсбольної відеогри «Fighting Baseball» 1995 року[12].
- У сегменті «SimpsonsWorld» «справжні» люди мають по 5 пальців і нежовту шкіру, на відміну від персонажів «Сімпсонів»[13].
- Серед наступних відсилань і мемів «Сімпсонів» зображені наступні[14]:
  - Абрахам Сімпсон матюкає небо (серія «The Old Man and the Key»)
  - Гомер проходить через живопліт («Homer Loves Flanders»)
  - Гомер перестрибує Спрінґфілдське провалля («Bart the Daredevil»)
  - Ліса верхи на Принцесі («Lisa's Pony»)
  - Гомер за кермом однойменного авто («Oh Brother, Where Art Thou?»)
  - Табір Красті («Kamp Krusty»)
  - Барт верхи на Тупцялі («Bart Gets an Elephant»)
  - Барт і його армія везуть Нельсона («Bart the General»)
  - Гомер у Країні шоколаду («Burns Verkaufen der Kraftwerk»)
  - Генк Скорпіо зі своїм вогнеметом («You Only Move Twice») тощо.

## Ставлення критиків і глядачів
Під час прем'єри серію переглянули 3,95 млн осіб, з рейтингом 1.3, що зробило її найпопулярнішим шоу на каналі «Fox» тієї ночі.
Тоні Сокол з «Den of Geek» дав серії чотири з п'яти зірок, сказавши, що «„Сімпсони“ продовжують підштовхувати своїх мультиплікаторів до нових творчих бачень, і ця серія підкреслює різнобічний показ темряви… Він вражає всі ритми, пропускає деякі удари та робить соціальні коментарі, не сприймаючи себе серйозно…».
Метью Свінґовскі із сайту «Bubbleblabber» оцінив серію на 9/10, сказавши:
|  | Це була чудова ітерація класичного епізоду Сімпсонів на Хелловін, що не розчарувала. Кожен сегмент залишався вірним своєму вихідному матеріалу, пропонуючи власний унікальний поворот. Основним моментом серії має стати [сегмент] «Simpsons World», який повертає багато улюблених фанами моментів у епічному стилі «Краю „Дикий Захід“». Цей епізод подарує шанувальникам необхідну кількість жаху, сміху та ностальгії, щоб утримати їх у будиночку на дереві принаймні ще на один рік. |

У січні 2023 року серію було номіновано на премію «Енні» як найкращу анімаційну телепередачу.
Серія здобула премію «Еммі» в категорії «Найкраща анімаційна передача» 2023 року.
Згідно з голосуванням на сайті The NoHomers Club більшість фанатів оцінили серію на 5/5 із середньою оцінкою 4,53/5, що є найвищим показником серед HD-епізодів.